# 4155 Watanabe
4155 Watanabe è un asteroide della fascia principale. Scoperto nel 1987, presenta un'orbita caratterizzata da un semiasse maggiore pari a 2,4329193 UA e da un'eccentricità di 0,2410018, inclinata di 6,00989° rispetto all'eclittica.
L'asteroide è dedicato all'astrofilo giapponese Kazuro Watanabe.